# 临沭县
临沭县是山东省临沂市下辖一个县，位于临沂市东南约40公里，沭河东畔，面积1038平方公里。縣人民政府駐地臨沭街道。

## 行政区划
临沭县下辖2个街道办事处、7个镇：
临沭街道、郑山街道、蛟龙镇、大兴镇、石门镇、曹庄镇、青云镇、玉山镇和店头镇。

## 人口
截至2021年末，臨沭縣户籍人口68.54萬人，其中城鎮人口31.41萬人，農村人口37.13萬人。常住人口57.99萬人，其中城鎮人口34.4萬人，農村人口23.59萬人。

## 交通
- 233国道、 327国道过境。